# Lijst van Engelstalige dichters
Hieronder staat een lijst van Engelstalige dichters. In deze lijst zijn dichters die meer bekendheid hebben verworven met andere literaire genres, aangegeven met een * (asterisk).
Voor Nederlandstalige dichters is er een aparte Lijst van Nederlandstalige dichters. 
Voor andere dichters is er een aparte Lijst van  dichters.

## A
- John Quincy Adams (VS, 1767 — 1848)
- Arthur St. John Adcock (1864 — 1930)
- Conrad Aiken (1889 — 1973)
- Mustafa Ahmed (Soedan/Canada, 1996)
- Maya Angelou (VS, 1928 — 2014)
- Matthew Arnold (Engeland, 1822 — 1888)
- W.H. Auden (Engeland/VS/Oostenrijk, 1907 — 1973)

## B
- Nnimmo Bassey (Nigeria, 1958)
- Samuel Beckett* (Ierland/Frankrijk, 1906 — 1989)
- John Berryman (VS, 1914 — 1972)
- John Betjeman (Engeland, 1906 — 1984)
- William Blake (Engeland, 1757 — 1827)
- Edmund Blunden (Engeland, 1896 — 1974)
- Horatius Bonar (Schotland, 1808 — 1889)
- Breyten  Breytenbach (Zuid-Afrika/Frankrijk, 1939 (taal: Engels en Afrikaans))
- Robert Bridges (Engeland, 1844 — 1930)
- Emmy Bridgewater (1906 – 1999)
- Emily Brontë* (Engeland, 1818 — 1848)
- Rupert Brooke (Engeland, 1887 — 1915)
- Elizabeth Barrett Browning (Engeland, 1806 — 1861)
- Robert Browning (Engeland, 1812 — 1889)
- Zsuzsanna Budapest (VS, 1941)
- Andrea Hollander Budy (VS, 1947)
- Robert Burns (Schotland, 1759 — 1796)
- George Gordon Byron, bekend als Lord Byron (Engeland, 1788 — 1824)

## C
- Thomas Campbell (Schotland, 1777 — 1844)
- Lewis Carroll (Engeland, 1832 — 1898; [nonsens-]Engels)
- Thomas Chatterton (1752 — 1770)
- George Chapman (1559 — 1634)
- Geoffrey Chaucer (Engeland, ca 1340 — 1400; Middel-Engels)
- Gilbert Keith Chesterton (Engeland, 1874 — 1936)
- John Clare (Engeland, 1793 — 1864)
- Arthur Hugh Clough (Engeland, 1819 — 1861)
- Michaela Coel (Engeland, 1987)
- Leonard Cohen (Canada, 1956 — 2016)
- Samuel Taylor Coleridge (Engeland, 1772 — 1834)
- William Collins (dichter) (1721 — 1759)
- William Cowper (Engeland, 1731 — 1800)
- George Crabbe (Engeland, 1754 — 1832)
- e.e. cummings (VS, 1894 — 1962)
- Olive Custance (Engeland, 1874 — 1944)

## D
- William Henry Davies (1870 — 1940)
- Emily Dickinson (VS, 1830 — 1886)
- John Donne (Engeland, 1532 — 1631)
- Ernest Dowson (Engeland, 1867 — 1900)
- Alfred Douglas (Engeland, 1870 — 1945)
- Arthur Conan Doyle* (Engeland, 1859 — 1930)
- John Dryden (Engeland, 1631 — 1700)
- Paul Laurence Dunbar (VS, 1872 — 1906)
- William Dunbar (Schotland, ca. 1460 — ca. 1520; Middel-Engels)
- Bob Dylan (VS, 1941)

## E
- T.S. Eliot (VS/Engeland, 1888 — 1965)
- Gilbert Elliot (Schotland, 1722—1777)
- Ralph Waldo Emerson (VS, 1803 — 1888)
- William Empson (Engeland, 1906 — 1984)

## F
- Eleanor Farjeon (Engeland, 1881 — 1965)
- William Faulkner (VS, 1897 — 1962)
- Robert Fergusson (Schotland, 1750 — 1774)
- Lawrence Ferlinghetti (VS, 1919 — 2021)
- Edward FitzGerald (Engeland, 1809 — 1883)
- Elsa von Freytag-Loringhoven (Duitsland/VS, 1874 — 1927)
- Robert Frost (VS, 1874 — 1963)

## G
- John Galsworthy* (Engeland, 1867 — 1933)
- Allen Ginsberg (VS, 1926 — 1997)
- Oliver Goldsmith (Ierland/Engeland, 1728 — 1774)
- Amanda Gorman (VS, 1998)
- Robert Graves* (Engeland/Mallorca, 1895 — 1985)
- Thomas Gray (Engeland, 1716 — 1771)
- Fulke Greville (Engeland, 1554 — 1628)

## H
- Thomas Hardy (Engeland, 1840 — 1928)
- Francis Bret Harte (VS, 1839 — 1902)
- Seamus Heaney (Noord-Ierland, 1939 — 2013) (Nobelprijs 1995)
- William Ernest Henley (Engeland, 1849 — 1903)
- George Herbert (Engeland, 1593 — 1633)
- Robert Herrick (Engeland, 1591 — 1674)
- James S. Holmes (VS, 1924 — 1986)
- Thomas Hood (Engeland, 1799 — 1845)
- Gerard Manley Hopkins (Engeland/Ierland, 1844 — 1889)
- Alfred Edward Housman (Engeland, 1859 — 1936)
- Langston Hughes (VS, 1902 — 1967)
- Ted Hughes  (Engeland, 1930 — 1998)

## J
- Derek Jarman (Engeland, 1942–1994)
- Randall Jarrell (VS, 1914 — 1965)
- Robinson Jeffers (VS, 1887 — 1962)
- Samuel Johnson* (Engeland, 1709 — 1784)
- Ben Jonson (Engeland, ?1572 — 1637)
- James Joyce* (Ierland/Frankrijk, 1882 — 1941)

## K
- John Keats (Engeland, 1795 — 1821)
- Francis Scott Key,  (VS, 1779 — 1843)
- Joyce Kilmer, (VS, 1886 — 1918)
- Charles Kingsley, (1819 — 1875)
- Rudyard Kipling, (India/Engeland, 1865 — 1936)
- Frederic Lawrence Knowles, (1869 — 1905)
- Jiddu Krishnamurti, (India, 1895 — 1986)

## L
- Walter Savage Landor (Engeland, 1775 — 1864)
- Philip Larkin (Engeland, 1922 — 1985)
- D.H. Lawrence (Engeland, 1885 — 1930)
- Edward Lear (Engeland, 1812 — 1888)
- Francis Ledwidge (Ierland, 1887 — 1917)
- Henry Wadsworth Longfellow (VS, 1807 — 1882)
- Richard Lovelace (Engeland, 1618 — 1658)
- John Lydgate (Engeland, ca. 1370 — ca. 1450)

## M
- Louis MacNeice (Engeland, 1907 — 1963)
- Archibald MacLeish (VS, 1892 — 1982)
- Christopher Marlowe (Engeland, 1564 — 1593)
- Andrew Marvell (Engeland, 1621 — 1678)
- John Masefield (Engeland, 1878 — 1967)
- Rod McKuen (VS, 1933 — 2015)
- George Meredith (Wales/Engeland, 1828 — 1909)
- Edna St. Vincent Millay (VS, 1892 — 1950)
- Joaquin Miller (VS, 1937 — 1913)
- John Milton (Engeland, 1608 — 1674; ook Neolatijn)
- Ted Milton (Engeland, 1943 — )
- Dora Montefiore (Engeland, 1851 - 1933)
- Thomas Moore (Ierland, 1779 — 1852)
- Thomas More (Engeland, 1478 — 1535)
- William Morris (Engeland, 1834 — 1896)
- Jim Morrison (VS, 1943 — 1971)

## N
- Cardinal John Henry Newman (Engeland, 1801 — 1890)

## O
- Michael Ondaatje (Canada, 1943)
- Wilfred Owen (Engeland, 1893 — 1918)

## P
- Dorothy Parker (VS, 1893 - 1967)
- Coventry Patmore (Engeland, 1823 — 1896)
- John Howard Payne (VS, 1791 — 1852)
- William Alexander Percy (VS, 1885 — 1942)
- Harold Pinter  (Engeland, 1930 — 2008)
- Sylvia Plath (VS, 1932 — 1963)
- Edgar Allan Poe (VS, 1809 — 1849)
- Alexander Pope (Engeland, 1688 — 1744)
- Ezra Pound (VS, 1885 — 1972)
- Frederic Prokosch (VS, 1908 - 1989)

## R
- Graig Raine (Engeland, 1944 — )
- Walter Ralegh (Engeland, 1552? — 1618)
- Claudia Rankine (Jamaica/VS, 1963)
- Herbert Edward Read (Engeland, 1893 — 1968)
- Jason Reynolds (VS, 1983)
- Isaac Rosenberg (Engeland, 1890 — 1918)
- Christina Rossetti (Engeland, 1828 — 1882)
- Dante Gabriel Rossetti (Engeland, 1830 — 1894)

## S
- Siegfried Sassoon (Engeland, 1886 — 1967)
- William Bell Scott (Schotland, 1811 — 1890)
- Geoffrey Scott (Engeland 1884 - 1929)
- Walter Scott (Schotland, 1771 — 1832)
- Dr. Seuss (VS, 1904 — 1991), pseudoniem van Theodor Geisel
- William Shakespeare (Engeland, 1564 — 1616)
- Edward Shanks (Engeland, 1892 — 1953)
- Percy Bysshe Shelley (Engeland, 1792 — 1822)
- Philip Sidney (Engeland, 1554 — 1586)
- Richard Siken (VS) (tweede helft 20e eeuw geboren)
- Edith Sitwell (Engeland, 1887 — 1964)
- Michaël Slory Suriname, 1935–2018, (ook in Sranan, Spaans en Nederlands)
- Clark Ashton Smith (VS, 1893 — 1961)
- Robert Southey (Engeland, 1774 — 1843)
- Stephen Spender (Engeland, 1909 — 1995)
- Edmund Spenser (Engeland, 1552 — 1599)
- Edmund Clarence Stedman (VS, 1833 — 1908)
- Wallace Stevens (VS, 1879 — 1955)
- Leonard Alfred George Strong (Engeland, 1896 — 1958)
- Henry Howard, Earl of Surrey (Engeland, ?1517 — 1547)
- Jonathan Swift* (Engeland, 1667 — 1745)
- Algernon Charles Swinburne (Engeland, 1837 — 1909)

## T
- Rabindranath Tagore (India/Bengalen, 1861 — 1941; primair in het Bengali)
- Alfred Lord Tennyson (Engeland, 1809 — 1892)
- Dylan Thomas (Wales, 1914 — 1953)
- James Thomson (1700-1748) (Schots dichter)
- James Thomson (1834-1882) (Schots dichter)
- Walter James Redfern Turner (Australië, 1889 — 1946)

## U
- Evelyn Underhill (Engeland, 1875 — 1941)

## W
- Edmund Waller (Engeland, 1606 — 1687)
- Walt Whitman (VS, 1819 — 1892)
- Meta Vaux Warrick Fuller (VS, 1877 — 1968)
- David Whyte (Engeland, 1955)
- Oscar Wilde* (Ierland/Engeland, 1854 — 1900)
- Charles Wolfe (Ierland, 1791 — 1823)
- William Wordsworth (Engeland, 1770 — 1850)
- Thomas Wyatt (Engeland, 1503 — 1542)

## Y
- William Butler Yeats (Ierland, 1865 — 1939)

## Z
- Benjamin Zephaniah (Engeland, 1958 — 2023))